# Société française de dermatologie
Pour les articles homonymes, voir SFD.
Vous pouvez aider à l'améliorer ou bien discuter des problèmes sur sa page de discussion.
- Il ne s’appuie pas, ou pas assez, sur des sources secondaires ou tertiaires. (Marqué depuis septembre 2012)
- Le résumé introductif est trop court. En l'état, il ne respecte pas les recommandations. Vous pouvez l'améliorer en le développant. (Marqué depuis janvier 2022)
- Il est à actualiser. Certains passages sont obsolètes ou annoncent des événements désormais passés. (Marqué depuis janvier 2022)

- Archive Wikiwix
- Bing
- Cairn
- DuckDuckGo
- E. Universalis
- Gallica
- Google
- G. Books
- G. News
- G. Scholar
- Persée
- Qwant
- (zh) Baidu
- (ru) Yandex
- (wd) trouver des œuvres sur Wikidata

La Société française de dermatologie (SFD), de son nom complet la Société française de dermatologie et de pathologie sexuellement transmissible, est une association reconnue d'utilité publique par décret du 12 janvier 1895.

## Ses missions
La Société française de dermatologie a pour objectifs de promouvoir, :
- la dermatologie française dans la communauté médicale et scientifique française et internationale[5] ;
- le développement de la recherche médicale clinique, clinico-biologique et fondamentale dans les domaines de la dermatologie et des infections sexuellement transmissibles (IST) ;
- le développement de la formation continue ;
- l'évaluation des soins, notamment des innovations diagnostiques et thérapeutiques des actions de santé publique, de prévention et d'épidémiologie.

L'élaboration de recommandations professionnelles est une autre de ses missions.
Elle soutient également la création de groupes thématiques réunissant des dermatologues cliniciens, hospitalo-universitaires et libéraux, et de chercheurs qui partagent leur savoir-faire et leur expérience autour de domaines d'intérêt tels que les dermatoses bulleuses auto-immunes, la dermato-pédiatrie, la psychodermatologie, la dermatologie chirurgicale…

## La Maison de la Dermatologie
La Maison de la Dermatologie est le siège social de la SFD. Elle est située à Paris, au 10 cité Malesherbes dans le 9e arrondissement. La Société française de dermatologie y accueille ses groupes thématiques, réunissant des dermatologues travaillant sur des maladies de peau, et les autres instances de la dermatologie en France : le Collège des enseignants de dermatologie de France (CEDEF), la Fédération française de formation continue en dermatologie et vénéréologie (FFFCEDV) et le Conseil national des universités. Elle accueille aussi régulièrement des séminaires pour les internes en dermatologie.

## Le Conseil d'administration
L'association est administrée par un conseil de 18 membres comprenant 9 praticiens libéraux ou salariés ou assimilés et n'étant ni praticiens hospitaliers temps-plein ou hospitalo-universitaires, et 9 praticiens hospitaliers temps-plein titulaires ou hospitalo-universitaires. 
Les membres du Conseil d'administration sont élus au scrutin secret uninominal à un tour pour une durée de trois ans. Le renouvellement du CA a lieu par tiers tous les ans. Le CA choisit parmi ses membres un président, 3 vice-présidents, un secrétaire général et un trésorier.

### Membres du bureau en 2023[8]
- Mme le Prof. Gaëlle QUEREUX (présidente)
- M. le Prof. Nicolas DUPIN (past-président)
- Mme le Prof. Mahtab SAMIMI (vice-présidente)
- M. le Dr Marc REVERTE (vice-président)
- M. le Dr Emmanuel PARANT (vice-président)
- Mme le Prof. Saskia ORO (secrétaire général)
- M. le Dr Jean-Noël DAUENDORFFER (trésorier)